# Gush Etzion

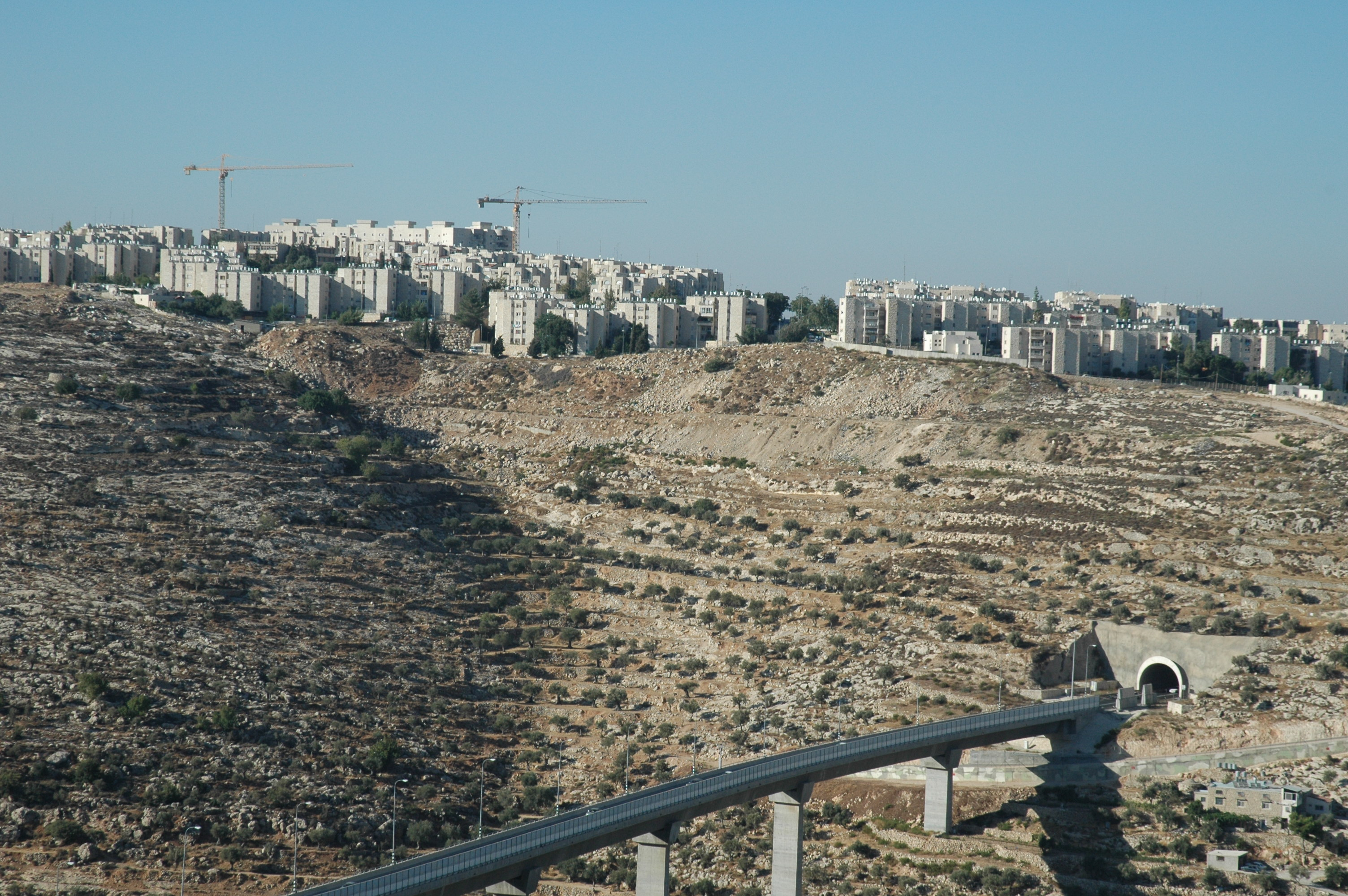
Ponte e tunnel sull‘Autostrada 60, da Gerusalemme al Gush Etzion

Gush Etzion (in ebraico גּוּשׁ עֶצְיוֹן‎?, "Blocco di Etzion") è un insieme di insediamenti di comunità ebraiche, situato nei Monti della Giudea a sud di Gerusalemme e Betlemme.  È considerata uno dei maggiori ostacoli alla pace, in quanto rapporti di organizzazioni umanitarie documentano le quotidiane violazioni dei diritti della popolazione nativa palestinese da parte dei coloni illegali. Secondo la Quarta Convenzione di Ginevra tutte le colonie in Cisgiordania sono un crimine di guerra, in quanto la regione è sotto occupazione militare di Israele ed è severamente vietato trasportare popolazione civile in territori occupati. 
L'area è rimasta fuori dalle linee di armistizio del 1949. Questi insediamenti sono stati ricostruiti nel 1967 dopo la guerra dei sei giorni, insieme a nuove comunità che hanno ampliato l'area del Blocco di Etzion.
Seguendo la risoluzione 242 del Consiglio di sicurezza delle Nazioni Unite del 1967, la comunità internazionale reputa illegali gli insediamenti israeliani in Cisgiordania, considerato territorio occupato. Gush Etzion consiste di 22 insediamenti con una popolazione di 70 000 coloni in Cisgiordania. L'amministrazione è militare e tali comunità fanno parte dell'area amministrativa Giudea e Samaria.

## Storia
Gli insediamenti principali di Gush Etzion prima del 1948 erano Kfar Etzion, Massu'ot Yitzhak, Ein Tzurim e Revadim, costruiti su terreni acquistat nei primi anni 1920. Dal 29 novembre 1947, Kfar Etzion era sotto assedio e tagliata fuori da Gerusalemme. Il 13 maggio 1948, quando il paese si arrese, i 127 abitanti ebrei sono stati massacrati dalla Legione araba o irregolari dei villaggi locali o entrambi. Gli altri villaggi si arresero il giorno successivo. Gli abitanti furono fatti prigionieri e le case saccheggiate e bruciate.
L'istituzione, la difesa e la caduta di Gush Etzion sono stati descritti come "uno dei più importanti episodi della formazione dello Stato di Israele", giocando un ruolo significativo nella memoria collettiva israeliana.
La motivazione per il reinsediamento nella regione non è tanto ideologica, politica o relativa alla sicurezza, ma è legata alla psiche israeliana sulla massiccia perdita di vite umane nella Guerra di Indipendenza di Israele.

## Insediamenti pre-stato

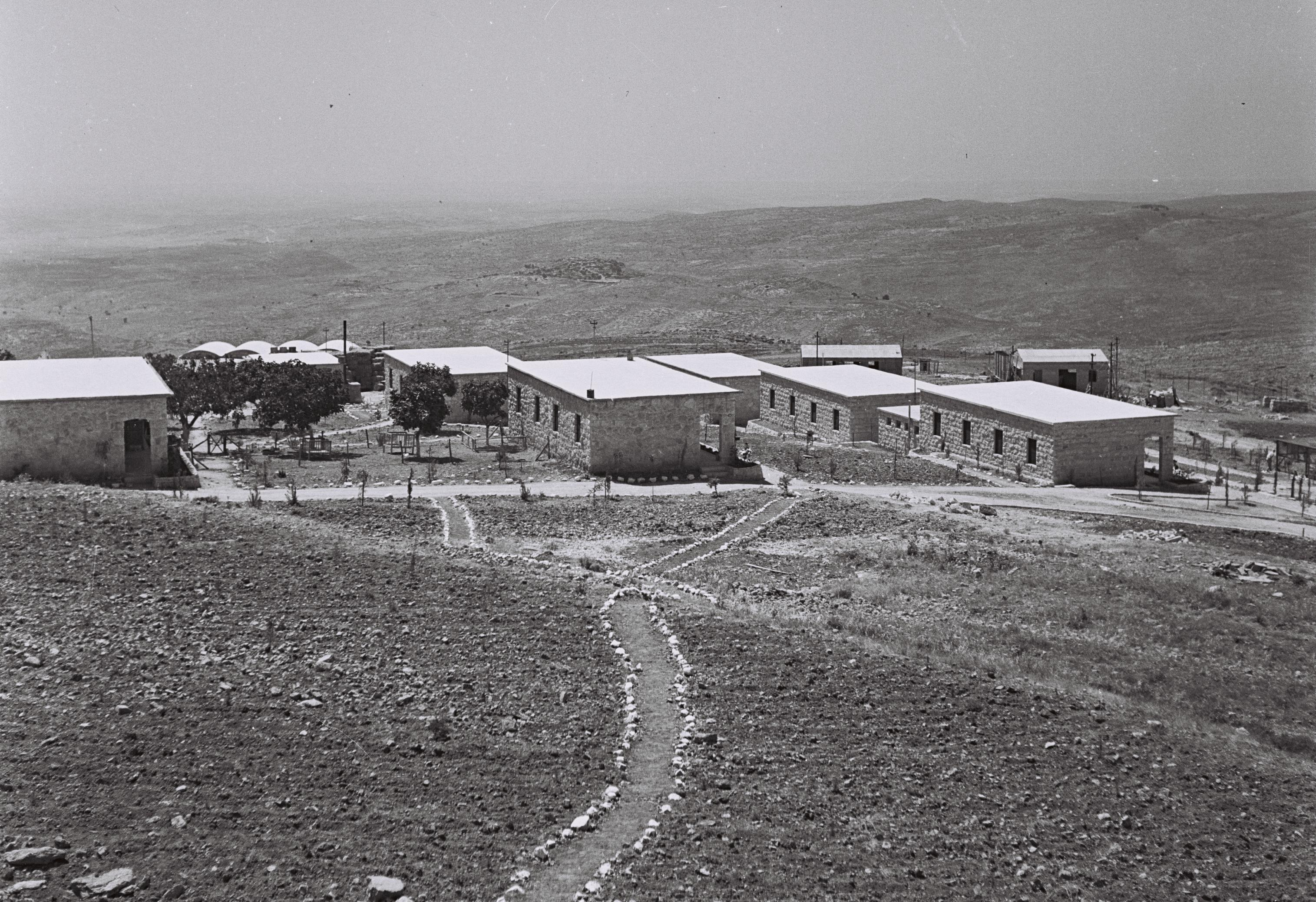
Kibbutz Masu'ot Yitzhak, maggio 1947

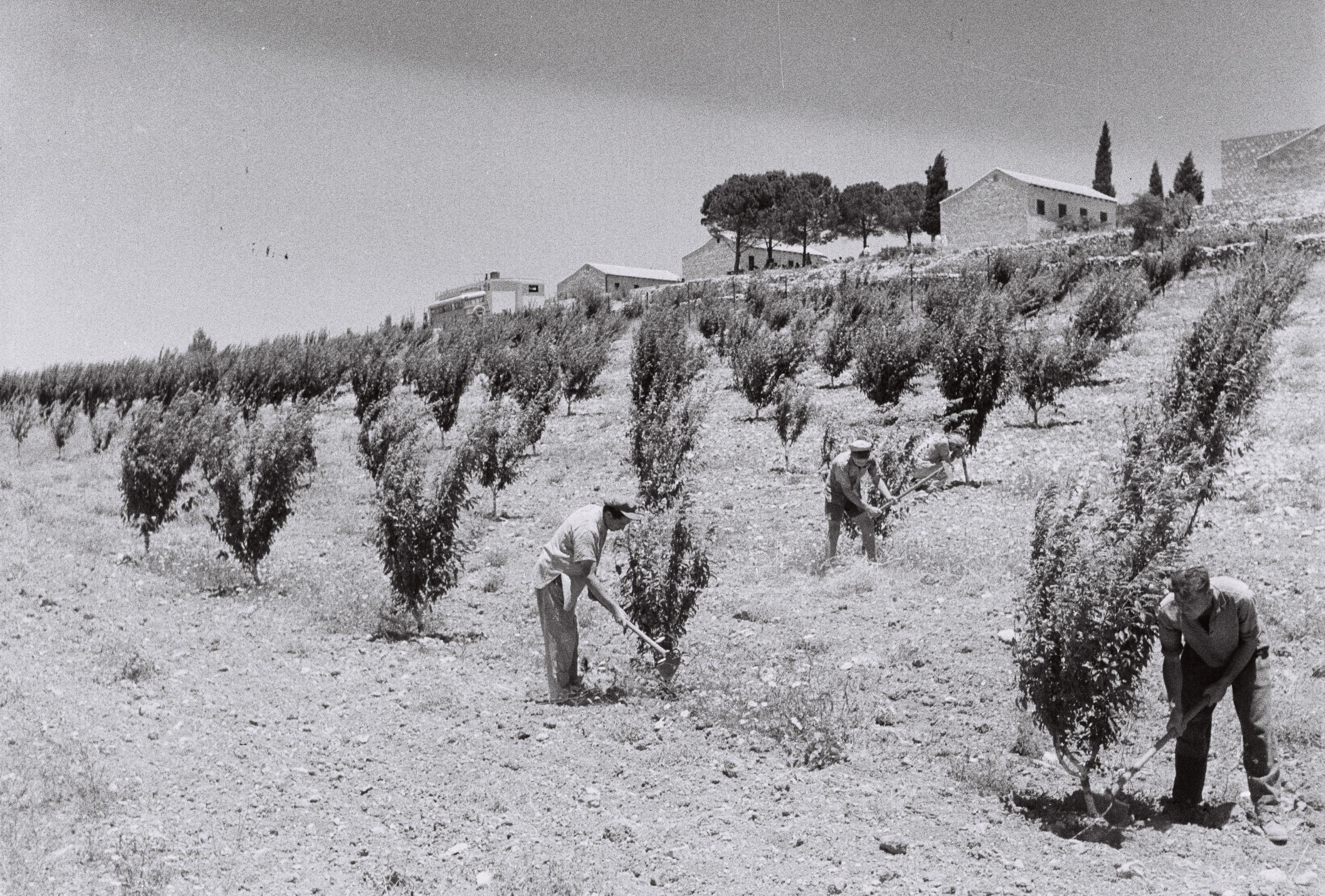
Kfar Etzion, 1947

Nel 1927, un gruppo di religiosi ebrei yemeniti fondò il villaggio agricolo di Migdal Eder (in ebraico  מִגְדַּל עֵדֶר‎?), sulla base di una citazione biblica (
Il terreno era stato acquistato nel 1925 da David Zikhron, per conto di una società agricola privata ebraica in un sito si trovava tra Betlemme e Ebron in una zona tra area di influenza dei clan arabi locali.
Questa comunità primitiva non prosperava, soprattutto a causa delle difficoltà economiche e della crescente tensione con le vicine comunità arabe. Due anni più tardi, nel corso delle sommosse del 1929  e delle ricorrenti ostilità, Migdal Eder fu attaccata e distrutta. I residenti del villaggio arabo vicino di Beit Umar diedero riparo ai contadini ebraici, ma non poterono ritornare nelle loro terre.
Nel 1932, un uomo d'affari ebreo di origine tedesca, Shmuel Yosef Holtzmann, ha fornito supporto finanziario per un altro tentativo di reinsediamento della zona, attraverso una società denominata El HaHar ("Verso la Montagna"). Il kibbutz istituito nel 1935 è stato chiamato Kfar Etzion, in suo onore (la parola tedesca  Holtz  significa "legno", che è  etz  עץ in ebraico). La rivolta araba del 1936-1939 ha reso la vita insopportabile per i residenti, che rientrarono a Gerusalemme nel 1937. Il Fondo Nazionale Ebraico ha organizzato un terzo tentativo di riconciliazione nel 1943 con la rifondazione di Kfar Etzion dai membri di un gruppo religioso chiamato Kvutzat Avraham (Il gruppo di Abramo).
Nonostante il terreno roccioso, la carenza di acqua potabile, inverni rigidi, e la costante minaccia di attacco, questo gruppo è riuscito ad avere successo.
Il loro isolamento è stato in qualche modo sollevato dalla creazione nel 1945 di Masu'ot Yitzhak e Ein Tzurim, popolato da membri dei movimenti religiosi Bnei Akiva e del Movimento dei Kibbutz Religiosi.
Sullo sfondo di una lotta imminente per l'indipendenza dii Israele il movimenti laico Hashomer Hatzair fonda il quarto kibbutz, Revadim. I membri del blocco fondano il centro religioso, Neve Ovadia.
All'inizio della guerra arabo-israeliana del 1948, il blocco di Etzion contava 450 abitanti e si estendeva su una superficie di 20.000 dunam (20 km²).

## Oggi
Lista delle comunità del moderno Gush Etzion.
| Nome            | Fondazione | Popolazione (2008) | Type                  |
| --------------- | ---------- | ------------------ | --------------------- |
| Alon Shvut      | 1970       | 3 400              | Insediamento comunale |
| Bat Ayin        | 1989       | 900                | Insediamento comunale |
| Beitar Illit    | 1985       | 38 800             | Comune                |
| Efrat           | 1983       | 8 300              | Comune                |
| Elazar          | 1975       | 1 706              | Insediamento comunale |
| Karmei Tzur     | 1984       | 700                | Insediamento comunale |
| Kedar           | 1984       | 960                | Insediamento comunale |
| Kfar Eldad      | 1994       | 120                | Insediamento comunale |
| Kfar Etzion     | 1967       | 820                | Kibbutz               |
| Gevaot          | 1984       | 75                 | Insediamento comunale |
| Har Gilo        | 1968       | 570                | Insediamento comunale |
| Ibei HaNahal    | 1999       | 50                 | avamposto             |
| Ma'ale Amos     | 1982       | 270                | Insediamento comunale |
| Ma'ale Rehav'am | 2001       | 40                 | avamposto             |
| Metzad          | 1984       | 380                | Insediamento comunale |
| Migdal Oz       | 1977       | 440                | Kibbutz               |
| Neve Daniel     | 1982       | 1 883              | Insediamento comunale |
| Nokdim          | 1982       | 1,300              | Insediamento comunale |
| Pnei Kedem      | 2000       | 100                | avamposto             |
| Rosh Tzurim     | 1969       | 560                | Kibbutz               |
| Sde Boaz        | 2002       | 90                 | avamposto             |
| Tekoa           | 1975       | 1 600              | Insediamento comunale |